# NATOアメリカ合衆国代表
北大西洋条約機構アメリカ合衆国代表（きたたいせいようじょうやくきこうアメリカがっしゅうこくだいひょう、英語: United States permanent representative to North Atlantic Treaty Organization）は、北大西洋条約機構（NATO）のアメリカ合衆国政府代表部の長。階級は特命全権大使であり、大統領により指名され、上院の承認が必要である。
正式には、「北大西洋理事会におけるアメリカ合衆国常駐代表」であり、マスメディアではNATO米大使や米NATO大使と称されることもある。

## 歴代大使
| #  | 画像 | 氏名                                           | 任期                           |
| -- | ---- | ---------------------------------------------- | ------------------------------ |
| 1  |      | ウィリアム・ヘンリー・ドレイパー・ジュニア     | 1953年4月8日 - 1953年6月13日   |
| 2  |      | ジョン・チェンバース・ヒューズ                 | 1953年6月12日 - 1955年4月20日  |
| 3  |      | ジョージ・ウォルブリッジ・パーキンス・ジュニア | 19553月14日 - 1957年10月12日   |
| 4  |      | ウォーレン・ランドルフ・バージェス             | 19579月21日 - 1961年3月23日    |
| 5  |      | トーマス・K・フィンレター                      | 1961年3月2日 - 1965年9月2日    |
| 6  |      | ハーラン・クリーブランド                       | 1965年9月1日 - 1969年6月11日   |
| 7  |      | ロバート・エルズワース                         | 1969年5月13日 - 1971年7月30日  |
| 8  |      | デビッド・M・ケネディ                          | 1972年3月17日 - 1973年2月1日   |
| 9  |      | ドナルド・ラムズフェルド                       | 1973年2月2日 - 1974年12月5日   |
| 10 |      | デビッド・K・E・ブルース                       | 1974年10月17日 - 1976年2月12日 |
| 11 |      | ロバート・シュトラウス=ヒューペ                | 1976年3月3日 - 1977年4月20日   |
| 12 |      | ウィリアム・タプリー・ベネット・ジュニア       | 1977年4月26日 - 1983年3月31日  |
| 13 |      | デビッド・マンカー・アブシャー                 | 1983年7月13日 - 1987年1月5日   |
| 14 |      | アルトン・G・キール・ジュニア                  | 1987年3月13日 - 1989年6月17日  |
| 15 |      | ウィリアム・ハワード・タフト4世                | 1989年8月3日 - 1992年6月26日   |
| 16 |      | レジナルド・バーソロミュー                     | 1992年6月15日 - 1993年3月25日  |
| 17 |      | ロバート・E・ハンター                          | 1993年7月1日 - 1997年12月31日  |
| 18 |      | アレクサンダー・ヴァーシュボウ                 | 1998年1月1日 - 2021年7月1日    |
| 19 |      | ニコラス・バーンズ                             | 2001年8月7日 - 2005年3月7日    |
| 20 |      | ビクトリア・ヌーランド                         | 2005年7月13日 - 2008年5月2日   |
| 21 |      | カート・フォルカー                             | 2008年7月2日 - 2009年5月13日   |
| 22 |      | アイヴォ・ダールダー                           | 2009年5月15日 - 2013年7月6日   |
| 23 |      | ダグラス・ルート                               | 2013年9月3日 - 2017年1月20日   |
| 24 |      | ケイ・ベイリー・ハッチソン                     | 2017年8月28日 - 2021年1月30日  |
| -  |      | Douglas D. Jones (代行)                        | 2021年1月 - 2021年9月          |
| 25 |      | ジュリアン・スミス                             | 2021年12月6日 - 2024年10月23日 |
| -  |      | スコット・M・オードカーク (代行)               | 2024年10月24日 - 2025年4月3日  |
| 26 |      | マシュー・ウィテカー                           | 2025年4月3日 -                 |